# Georgij Joszifovics Gurevics
Georgij Joszifovics Gurevics, (oroszul: Гео́ргий Ио́сифович Гуре́вич) (Moszkva, 1917. április 24. – Moszkva, 1998. december 18.) szovjet-orosz tudományos-fantasztikus irodalomtörténész, kritikus.

## Élete
Apja építész volt. Középiskolai tanulmányai után az Építészeti Intézetben tanult. 1936 szeptemberében túrázás közben letartóztatták, s mint társadalomra veszélyes elemet három év munkatáborra ítélték. 1939-ben belépett a Vörös Hadseregbe. Harcolt a második világháborúban, több kitüntetéssel szerelték le 1945 novemberében. 1946-ban elvégezte a moszkvai Szövetségi Ipari Intézetet, ezután építészmérnökként dolgozott. A sportról írt novellákat és esszéket, ezután érdeklődése a sci-fi felé fordult. 
Dolgozott a rádióban, foglalkozott a tudomány népszerűsítésével, valamint több folyóirat munkatársa is volt. A Детская энциклопедия (Gyermekenciklopédia) szerkesztésében is részt vett. Az 1950-es és 1960-as években az emberi öregedés elleni küzdelemmel foglalkozott, többek közt az akkor létrehozott kijevi Gerontológiai Intézetben. A halhatatlanság gondolatát a Мы из Солнечной системы című antológiában és más történetekben népszerűsítette. 1957-ben lett a Szovjet Írószövetség tagja, 1987-ben Jefremov-díjjal tüntették ki. Bebörtönzésének kiadatlan emlékeit, kéziratait a Szaharov Központ őrzi.

## Magyarul megjelent művei
- A Naprendszer fiai; ford. Enyedy György; Európa, Bp., 1967
- A  képzelet birodalmai (tanulmány, Galaktika 31., 1978)
- Nálunk a Földön (novella, Galaktika 85., 1987)
- De hisz fából vannak (novella, Ház kísértettel c. antológia, WORLD SF, 1988, ISBN 9630189402)

## Fordítás
- Ez a szócikk részben vagy egészben  a(z)   Гуревич, Георгий Иосифович című orosz Wikipédia-szócikk ezen változatának fordításán alapul.  Az eredeti cikk szerkesztőit annak laptörténete sorolja fel. Ez a jelzés csupán a megfogalmazás eredetét és a szerzői jogokat jelzi, nem szolgál a cikkben szereplő információk forrásmegjelöléseként.